# Fábio Lopes
Fábio Lopes (født 24. maj 1985) er en brasiliansk fodboldspiller.